# Oxalis purpurata
Oxalis purpurata är en harsyreväxtart som beskrevs av Nikolaus Joseph von Jacquin. Oxalis purpurata ingår i släktet oxalisar, och familjen harsyreväxter. Inga underarter finns listade i Catalogue of Life.